# Municipio de Wayne (condado de Ashtabula)
El municipio de Wayne (en inglés: Wayne Township) es un municipio ubicado en el condado de Ashtabula en el estado estadounidense de Ohio. En el año 2010 tenía una población de 630 habitantes y una densidad poblacional de 10,09 personas por km².

## Geografía
El municipio de Wayne se encuentra ubicado en las coordenadas 41°32′16″N 80°39′26″O / 41.53778, -80.65722. Según la Oficina del Censo de los Estados Unidos, el municipio tiene una superficie total de 62.45 km², de la cual 62,01 km² corresponden a tierra firme y (0,7 %) 0,44 km² es agua.

## Demografía
Según el censo de 2010, había 630 personas residiendo en el municipio de Wayne. La densidad de población era de 10,09 hab./km². De los 630 habitantes, el municipio de Wayne estaba compuesto por el 95,08 % blancos, el 0,95 % eran afroamericanos, el 0,63 % eran amerindios, el 1,75 % eran asiáticos, el 0,79 % eran de otras razas y el 0,79 % eran de una mezcla de razas. Del total de la población el 1,27 % eran hispanos o latinos de cualquier raza.